# Campionato mondiale Supermoto 2014
Il Campionato mondiale Supermoto 2014 tredicesima edizione dell'evento si è disputato su 7 prove, dal 20 aprile al 14 settembre 2014.
Come nella passata edizione ci furono due manche per ogni Gran Premio.

## Calendario
| Prova | Data         | Gran Premio                       | Località                 | Vincitore gara 1 | Vincitore gara 2 |
| ----- | ------------ | --------------------------------- | ------------------------ | ---------------- | ---------------- |
| 1     | 20 aprile    | Gran Premio di Francia            | Rivesaltes               | Thomas Chareyre  | Thomas Chareyre  |
| 2     | 18 maggio    | Gran Premio di Romania            | Arad                     | Thomas Chareyre  | Mauno Hermunen   |
| 3     | 15 giugno    | Gran Premio della Repubblica Ceca | Sosnová                  | Mauno Hermunen   | Mauno Hermunen   |
| 4     | 6 luglio     | Gran Premio d'Italia              | Cremona                  | Thomas Chareyre  | Mauno Hermunen   |
| 5     | 19 luglio    | Gran Premio d'Europa              | Castelletto di Branduzzo | Mauno Hermunen   | Ivan Lazzarini   |
| 6     | 31 agosto    | Gran Premio d'Estonia             | Tabasalu                 | Thomas Chareyre  | Thomas Chareyre  |
| 7     | 14 settembre | Gran Premio d'Italia              | Jesolo                   | Adrien Chareyre  | Mauno Hermunen   |

## Sistema di punteggio e legenda
| Pos.  | 1  | 2  | 3  | 4  | 5  | 6  | 7  | 8  | 9  | 10 | 11 | 12 | 13 | 14 | 15 | 16 | 17 | 18 | 19 | 20 | 21 > |
| ----- | -- | -- | -- | -- | -- | -- | -- | -- | -- | -- | -- | -- | -- | -- | -- | -- | -- | -- | -- | -- | ---- |
| Punti | 25 | 22 | 20 | 18 | 16 | 15 | 14 | 13 | 12 | 11 | 10 | 9  | 8  | 7  | 6  | 5  | 4  | 3  | 2  | 1  | 0    |

## Classifiche

### Piloti
| Pos. | Pilota             | Moto      | FRA 1 | FRA 2 | ROU 1 | ROU 2 | CZE 1 | CZE 2 | ITA 1 | ITA 2 | EUR 1 | EUR 2 | EST 1 | EST 2 | ITA 1 | ITA 2 | Punti |
| ---- | ------------------ | --------- | ----- | ----- | ----- | ----- | ----- | ----- | ----- | ----- | ----- | ----- | ----- | ----- | ----- | ----- | ----- |
| 1    | Thomas Chareyre    | TM Racing | 1     | 1     | 1     | 2     | 2     | 3     | 1     | 2     | 3     | 6     | 1     | 1     | 3     | 4     | 309   |
| 2    | Mauno Hermunen     | TM Racing | 3     | 3     | 4     | 1     | 1     | 1     | 3     | 1     | 1     | 2     | 2     | 11    | 2     | 1     | 304   |
| 3    | Ivan Lazzarini     | Honda     | 4     | 4     | 3     | 3     | 4     | 9     | 2     | 4     | 2     | 1     | 3     | 2     | 4     | 3     | 273   |
| 4    | Adrien Chareyre    | Aprilia   | 2     | 2     | 2     | 10    | 3     | 11    | 4     | 3     | 4     | 3     | 5     | 5     | 1     | 2     | 262   |
| 5    | Pavel Kejmar       | Husqvarna | 9     | 6     | 8     | 4     | 5     | 6     | 6     | 5     | 12    | 8     | 4     | 4     | 10    | 7     | 203   |
| 6    | Christian Ravaglia | Honda     | 7     | 7     | 6     | 6     | 7     | 2     | 9     | 10    | 7     | 12    | 6     | 7     | 5     | 10    | 196   |
| 7    | Angel Karanytov    | Honda     | 11    | 11    | 5     | 5     | 8     | 5     | 11    | 8     | 8     | 5     | 8     | 6     | 7     | 5     | 191   |
| 8    | Petr Vorlíček      | TM        | 10    | 10    |       |       | 6     | 4     | 13    |       | 13    | 13    | 9     | 8     | 11    |       | 114   |
| 9    | Tomáš Trávníček    | Yamaha    | 6     | 5     |       |       | 11    | 10    | 8     | 11    |       |       | 7     | 3     |       |       | 109   |
| 10   | Andrea Occhini     | Suzuki    | 12    | 13    | 7     | 7     |       |       | 7     | 9     |       |       |       |       | 6     | 6     | 101   |

### Costruttori
| Pos. | Costruttore | FRA 1 | FRA 2 | ROU 1 | ROU 2 | CZE 1 | CZE 2 | ITA 1 | ITA 2 | EUR 1 | EUR 2 | EST 1 | EST 2 | ITA 1 | ITA 2 | Punti |
| ---- | ----------- | ----- | ----- | ----- | ----- | ----- | ----- | ----- | ----- | ----- | ----- | ----- | ----- | ----- | ----- | ----- |
| 1    | TM          | 1     | 1     | 1     | 1     | 1     | 1     | 1     | 1     | 1     | 2     | 1     | 1     | 2     | 1     | 344   |
| 2    | Honda       | 4     | 4     | 3     | 3     | 4     | 2     | 2     | 4     | 2     | 1     | 3     | 2     | 4     | 3     | 283   |
| 3    | Aprilia     | 2     | 2     | 2     | 10    | 3     | 11    | 4     | 3     | 4     | 3     | 5     | 5     | 1     | 2     | 262   |
| 4    | Husqvarna   | 8     | 6     | 8     | 4     | 5     | 6     | 6     | 5     | 5     | 8     | 4     | 4     | 10    | 7     | 211   |
| 5    | Yamaha      | 6     | 5     | 11    | 11    | 11    | 10    | 8     | 7     | 9     | 7     | 7     | 3     |       |       | 159   |
| 6    | Suzuki      | 12    | 13    | 7     | 7     |       |       | 7     | 9     |       |       |       |       | 6     | 6     | 101   |
| 7    | KTM         |       |       | 9     | 8     |       |       | 5     | 6     | 6     | 4     |       |       |       |       | 89    |